# Brigitte Acton
Brigitte Acton (Sault Sainte Marie, 30 novembre 1985) è un'ex sciatrice alpina canadese.
È figlia della sciatrice alpina Diane Pratte e moglie dell'hockeista su ghiaccio Mike Smith, a loro volta atleti di alto livello.

## Biografia

### Stagioni 2001-2005
In Nor-Am Cup la Acton esordì il 6 dicembre 2000 a Mont-Tremblant in slalom gigante (23ª), ottenne il primo podio il 10 dicembre 2002 a Lake Louise in supergigante (3ª) e la prima vittoria l'11 febbraio 2003 ad Aspen nella medesima specialità; in quella stagione 2002-2003 si aggiudicò il trofeo continentale e nel marzo dello stesso anno vinse la medaglia d'argento nel supergigante ai Mondiali juniores del Briançonnais.
In Coppa del Mondo esordì il 29 novembre 2003 a Park City in slalom speciale, senza qualificarsi per la seconda manche, e conquistò i primi punti il 24 gennaio successivo, quando si piazzò 25ª nello slalom gigante di Maribor. Esordì ai Campionati mondiali a Bormio/Santa Caterina Valfurva 2005, dove si piazzò 12ª nella combinata e non completò slalom gigante e slalom speciale; sempre nel febbraio del 2005 vinse la medaglia d'argento nello slalom gigante ai Mondiali juniores di Bardonecchia e ottenne il suo miglior piazzamento in Coppa del Mondo, il 27 a San Sicario in combinata (10ª). L'11 marzo 2005 colse a Georgian Peaks in slalom gigante l'ultima vittoria in Nor-Am Cup e alla fine di quella stagione 2004-2005 si aggiudicò per la seconda volta il trofeo nordamericano.

### Stagioni 2006-2010
Rappresentò il Canada ai XX Giochi olimpici invernali di Torino 2006, suo esordio olimpico, dove si classificò 11ª nello slalom gigante, 17ª nello slalom speciale e 10ª nella combinata; il 4 marzo dello stesso anno bissò il suo miglior piazzamento in Coppa del Mondo, arrivando nuovamente 10ª a Hafjell/Kvitfjell in supercombinata. Ai Mondiali di Åre 2007 si classificò 42ª nello slalom gigante e non portò a termine la supercombinata, mentre nella successiva rassegna di Val-d'Isère 2009, suo congedo iridato, si piazzò 25ª nello slalom speciale. Il 15 marzo 2009 ottenne a Lake Louise in slalom speciale l'ultimo podio in Nor-Am Cup (3ª).
Convocata per i XXI Giochi olimpici invernali di Vancouver 2010, sua ultima presenza olimpica, giunse 17ª nello slalom speciale. Si ritirò al termine di quella stessa stagione 2009-2010 e la sua ultima gara fu lo slalom speciale di Coppa del Mondo disputato a Garmisch-Partenkirchen il 15 marzo, chiuso dalla Acton al 15º posto.

## Palmarès

### Mondiali juniores
- 2 medaglie:
  - 2 argenti (supergigante a Briançonnais 2003; slalom gigante a Bardonecchia 2005)

### Coppa del Mondo
- Miglior piazzamento in classifica generale: 61ª nel 2006

### Coppa Europa
- Miglior piazzamento in classifica generale: 36ª nel 2004
- 2 podi:
  - 2 terzi posti

### Nor-Am Cup
- Vincitrice della Nor-Am Cup nel 2003 e nel 2005
- Vincitrice della classifica di supergigante nel 2003
- Vincitrice della classifica di slalom gigante nel 2004
- Vincitrice della classifica di slalom speciale nel 2005
- 26 podi:
  - 5 vittorie
  - 6 secondi posti
  - 15 terzi posti

#### Nor-Am Cup - vittorie
| Data             | Località         | Paese       | Specialità |
| ---------------- | ---------------- | ----------- | ---------- |
| 11 febbraio 2003 | Aspen            | Stati Uniti | SG         |
| 4 gennaio 2004   | Mont-Sainte-Anne | Canada      | SL         |
| 5 gennaio 2004   | Mont-Sainte-Anne | Canada      | GS         |
| 6 gennaio 2004   | Mont-Sainte-Anne | Canada      | GS         |
| 11 marzo 2005    | Georgian Peaks   | Canada      | GS         |

Legenda:

SG = supergigante

GS = slalom gigante

SL = slalom speciale

### Campionati canadesi
- 7 medaglie:
  - 1 oro (slalom speciale nel 2006)
  - 3 argenti (slalom gigante nel 2003; slalom speciale nel 2004; slalom gigante nel 2006)
  - 3 bronzi (discesa libera nel 2004; slalom speciale nel 2005; slalom speciale nel 2009)